# Ранцевый огнемёт Товарницкого
Ранцевый огнемет системы «Т» (Товарницкого) — переносной огнемёт, сконструированный инженером Товарницким и применявшийся Русской императорской армией во время Первой мировой войны.

## История
В России опыты по созданию огнемётов предпринимались ещё в 1898 году, когда капитаном русской армии Зигерн-Корном военному министерству России был предложен проект огнеметного оружия, носимого за спиной одним человеком. В Первой саперной бригаде состоялись испытания по созданию огневых препятствий струями керосина по идее Зигерн-Корна, показавшие хорошие результаты. Однако у Главного инженерного управления появились сомнения относительно сохранности трубопроводов, заложенных в брустверах, в случае обстрела укрепления артиллерией противника. Кроме того выяснилось, что Зингерн-Корном были неудовлетворительно разработаны: способ воспламенения жидкости при ее выбрасывании из трубопровода и приспособление для выдавливания жидкости из резервуара в трубопровод.
В 1915 году начались проектные работы по созданию огнеметов для сражавшейся Русской императорской армии. В сентябре того же года на войсковые испытания поступили ранцевые огнеметы, разработанные профессором Горбовым. Но огнемёт получился очень громоздким и тяжелым, что не вписывалось в разряд носимого оружия. Кроме того, огнемёт Горбова и испытывавшийся с ним огнемёт Федосеева давали ничтожную дальность огнеметания — всего 15 — 20 шагов.
В 1916 году комиссии военного министерства России был представлен ранцевый огнемет, разработанный конструктором Товарницким. После испытаний, 2 (15) июня 1916 года огнемёт Товарницкого был принят на вооружение как ранцевый огнемет системы «Т», на киевском заводе «АУТО» был размещён заказ на 6000 огнемётов данного типа. С осени того же года огнемётами Товарницкого стали оснащаться огнемётные команды, в каждой из которых было по 12 аппаратов.
Огнемёт Товарницкого обладал рядом недостатков и обладал низким запасом прочности. Принятие данного огнемёта на вооружение было вынужденной мерой. Несмотря на это, благодаря простоте конструкции, к 1 января 1917 года удалось выпустить около 5 тысяч ранцевых огнеметов Товарницкого.
После Октябрьской революции, огнемёт применялся Красной армией и оставался на её вооружении, пока не был заменён более современным огнемётом РОКС.

## Конструкция
Огнемёт Товарницкого представлял собой овальный стальной резервуар, наполняющийся на две трети горючей жидкостью и на одну треть сжатым до 12-15 атмосфер воздухом. Заправка резервуара горючим и сжатым воздухом осуществлялось через особый кран, снабженный дугообразной рукояткой для удобства открывания и закрывания; к этому же крану — после наполнения резервуара — прикручивался гибкий резиновый шланг (выбрасывающая труба, трубопровод) около двух метров с брандспойтом на конце. На брандспойт надевалась жестяная коробка, носившая название "зажигалки", на дно которой была положена пакля, смоченная бензином и посыпанная «зажигательным порошком», состоящим из 75 % бертолетовой соли и 25 % сахара. Над паклей при помощи особых держателей помещалась небольшая ампула с серной кислотой. Вес порожнего огнемета 11,4 кг, снаряженного — около 24 кг . Огнемет носился на спине солдата при помощи двух ремней.
При открывании крана зажигательная смесь с силой выбрасывалась наружу и, ударяясь о стойку крышки зажигалки, производила в движение имеющийся в зажигалке крючкообразный нож. Нож раскалывал ампулу с серной кислотой, и последняя, вступая в реакцию с зажигательным порошком, моментально воспламеняла его; загоралась пакля и воспламеняла вылетающую из огнемета струю жидкости. Горящая струя при помощи прикрепленного к брандспойту деревянного рычага управления направлялась огнеметчиком в нужную сторону. Можно было прекращать и возобновлять её выпуск. Дальность полета струи, постепенно уменьшающаяся вместе со снижением давления в резервуаре, достигала 15-30 метров. Время действия непрерывной струи — 50-55 секунд.